# Star One D1
O Star One D1 é um satélite de comunicação geoestacionário brasileiro construído pela Space Systems/Loral (SS/L) que está localizado na posição orbital de 84 graus de longitude oeste e é operado pela Embratel (Claro). O satélite foi baseado na plataforma SSL-1300 e sua expectativa de vida útil é de 15 anos.

## História
A Embratel Star One firmou contrato com a Space Systems/Loral (SS/L) para a construção do novo satélite de comunicações Star One D1 em julho de 2013.
O satélite está equipado com cargas de banda C, banda Ku e banda Ka e é utilizado para telecomunicações, transmissão de televisão, acesso à internet banda larga e outros serviços, como a inclusão digital no Brasil e na região latino-americana. O Star One D1 é o primeiro satélite da Embratel Star One de quarta geração.
O Star One D1 é baseado na plataforma de satélite SSL-1300. Ele está localizado a 84 graus de longitude oeste e possui vida útil de 15 anos ou mais.

## Objetivo
O Star One D1 foi construído pela empresa canadense-estadunidense Space Systems/Loral e lançado ao espaço por um foguete da empresa francesa Arianespace. Ele pesa cerca de seis toneladas e possui configuração de 28 transponders (receptores e transmissores de sinais) em banda C, 24 em banda Ku e cerca de 300 transponders equivalentes de 36 MHz em banda Ka. A Banda C garante a oferta de sinais de áudio, TV, rádio e dados, incluindo internet. A Banda Ku permite a oferta de serviços de transmissão de vídeo diretamente aos usuários, além de internet e telefonia para localidades remotas. Já a Banda Ka viabiliza acesso à banda larga de baixo custo via satélite e transmissão de dados em alta velocidade.
O Star One D1 assumiu a posição orbital de 84 graus de longitude oeste, garantindo a continuidade dos serviços em banda C do Brasilsat B4. Ele tem ainda nova capacidade em banda Ku para atender às demandas de dados, vídeo e internet de clientes corporativos e de governo no Brasil, nas Américas do Sul e Central, além do México. Além disso, o novo satélite inaugurou a quarta geração da Embratel Star One, focada em banda Ka, voltada principalmente para o atendimento ao Plano Nacional de Banda Larga e backhaul de celular. A cobertura de banda Ka do novo satélite vai abranger as regiões Nordeste, Sul, Sudeste e partes das regiões Norte e Centro-Oeste do Brasil.

## Lançamento
O satélite foi lançado com sucesso ao espaço em 21 de dezembro de 2016, às 20:30 UTC, por meio de um veículo Ariane 5 ECA, a partir do Centro Espacial de Kourou, na Guiana Francesa, juntamente com o satélite JCSAT-15. Ele tinha uma massa de lançamento de 6.340 kg.

## Capacidade e cobertura
O Star One D1 está equipado com 28 em transponders em banda C, 24 em banda Ku e 300 (eq. 36MHz) em Banda Ka para atender às demandas de dados, áudio, vídeo e Internet de clientes corporativos e governamentais no Brasil, nas Américas do Sul e Central, além do México.
Além disso, o satélite Star One D1 tem capacidade para poder ser utilizado por grandes empresas e por instituições do governo. Vale destacar, ainda, que o satélite é capaz de receber e transmitir sinais de televisão, rádio, telefonia, internet e dados para aplicações de entretenimento, telemedicina, tele-educação e negócios, necessários para a interligação dos países da América Latina e essenciais para as comunidades mais distantes.